# Hans Drape
Hans Drape (* 25. Mai 1876 in Hannover; † 31. Januar 1947 in Lüneburg) war ein deutscher Ingenieur, Direktor der Lüneburger Licht- und Wasserwerke sowie Oberbürgermeister der Stadt Lüneburg. Seine Wirkungsstätten waren zudem die Städte Hannover, Essen, Berlin und Brüssel.

## Leben
Hans Drape wurde 1876 in Hannover geboren. Nach seinem Schulbesuch und Studium, das er als Ingenieur beendete, lebte er ab 1911 in Lüneburg, wo er zum Direktor der städtischen Licht- und Wasserwerke ernannt wurde.
Während des Ersten Weltkrieges wurde Drape im ersten Kriegsjahr mit dem Eisernen Kreuz II. Klasse und dem Verdienstorden des Fürstentums Lippe ausgezeichnet. In dem von Deutschen Heer besetzten Belgien trat er „zur Zivilverwaltung des Gouvernements Brüssel“, in der ihm die Oberaufsicht und die Verwaltung sämtlicher Belgischer Gas-, Wasser- und Elektrizitätswerke sowie die Oberaufsicht über die elektrischen Überlandzentralen und Straßenbahnen übertragen wurde.
Nach dem Ende Zweiten Weltkrieges wurde Hans Drape 1945 durch die britische Militärregierung zum Oberbürgermeister von Lüneburg ernannt. Eine seiner ersten Amtshandlungen war die auf Anweisung der Militärinstanzen am 14. Mai 1945 durchgeführte Rückbenennung einiger der zur Zeit des Nationalsozialismus umbenannten Straßen. Ebenfalls von den britischen Militärorganen erhielt Hans Drape den Auftrag zum Neuaufbau der Lüneburger Wirtschaftskammer, aus der sich später die IHK formierte.
Drape starb am 31. Januar 1947 in Lüneburg.